# Lex van Delden
Lex van Delden   (Amsterdam, 10 de setembre de 1919 - Amsterdam, 1 de juliol de 1988) va ser un compositor holandès i pare de l'actor Lex van Delden.

## Adolescència i estudis
Nascut Alexander Zwaap a Amsterdam, l'únic fill de Wolf Zwaap, mestre d'escola, i de la seva dona Sara Olivier, Lex van Delden va prendre classes de piano des de ben petit, primer amb Martha Zwaga i després amb Cor de Groot. Va començar a compondre als onze anys, quan va musicar poemes de Guido Gezelle ja que una llarga malaltia li va impedir tocar el piano. Es va mantenir autodidacta com a compositor.
Malgrat la seva promesa i els seus interessos artístics (per exemple, als catorze anys, acompanyava el famós ballarí / coreògraf expressionista alemany Gertrud Leistikow i també es va traslladar al cercle d'un dels compositors més importants de l'època, Sem Dresden), es va inscriure a la Universitat d'Amsterdam el 1938 per estudiar medicina i es va mantenir autodidacta en música. Encara estudiant, va debutar com a compositor el 1940 amb el cicle de cançons L'amour (1939; per a trio de soprano, flauta travessera, clarinet i corda), escrit a petició del jove compositor / director d'orquestra Nico Richter, que era a càrrec de l'orquestra dels estudiants.

## Segona Guerra Mundial
El 1940, els alemanys van envair els Països Baixos i el 1942, sent jueu, es va veure obligat a interrompre els seus estudis —irrevocablement, tal com va resultar, perquè les seves esperances de ser neurocirurgià es van esvair durant la Segona Guerra Mundial a causa d'un una làmpada de carbur de explosió, que pràcticament el va encegar a l'ull esquerre mentre estava amagat. Van Delden aviat es va unir al moviment de resistència dels estudiants clandestins i després de la guerra va ser elogiat per la seva valentia tant pel president dels Estats Units d'Amèrica com pel comandament suprem de les forces aliades. El 1953, es va aprovar oficialment el nom que havia assumit des de l'Alliberament el 1945 (Lex van Delden, una derivació del nom que va utilitzar a la resistència, W. A. van Dael).
Quan va acabar la guerra, Van Delden havia perdut gairebé tota la seva família a l'Holocaust. Gairebé immediatament va trobar el seu camí cap a la vida cultural holandesa, parcialment a través de contactes que havia establert com a membre del moviment de resistència, inicialment com a compositor / director musical del primer grup de ballet holandès de la postguerra, Op Vrije Voeten (On Liberated Feet), que més tard va evolucionar cap a la Scapino Ballet Company i, a partir de 1947, com a editor de música del diari "Het Parool", originalment underground.

## Carrera musical
La primera de les seves obres que va cridar l'atenció va ser Rubáiyát (nou quatrenes d'Omar Khayyám a la traducció a l'anglès d'Edward FitzGerald, 1948; per a cor amb solos de soprano i tenor, 2 pianos i percussió), guardonat amb el prestigiós premi musical de la ciutat d'Amsterdam el 1948. Aquest inesperat èxit es confirmà aviat amb dos primers premis, atorgats per l'Associació d'Arpistes del Nord de Califòrnia, el 1953 pel seu Concert per a arpa (1951/52) i el 1956 per lImpromptu per a solista d'arpa (1955).
Van Delden estava compromès amb la comunitat musical, confirmat per la seva disposició a ocupar diversos càrrecs administratius, inclosa la presidència de la "Society of Dutch Composers" (GeNeCo) i la presidència de la "Dutch Performing Right Organization" (Buma / Stemra). Va formar part del consell de la "International Society for Contemporary Music" (I.S.C.M.) i va ser membre del comitè holandès del "International Music Council."
Al llarg dels anys cinquanta i seixanta, van Delden es va convertir en un dels compositors holandesos més escoltats de la seva generació i una gran part de les seves peces van ser encarregades (pel govern holandès, la ciutat d'Amsterdam, la ràdio holandesa i altres) i van gaudir d'aclamades interpretacions per l'Orquestra de l'Amsterdam Concertgebouw amb directors tan reconeguts com George Szell, Charles Münch, Eduard van Beinum, Eugen Jochum, Willem van Otterloo o Bernard Haitink, i per nombrosos altres conjunts i solistes destacats.
Va ser nomenat cavaller de la Reial Ordre d'Oranje-Nassau (1972) i va rebre la Llibertat de la ciutat d'Amsterdam (1982), on va morir l'1 de juliol de 1988. Està enterrat al cementiri de Zorgvlied. Un nou pont al barri Zuidas d'Amsterdam (dissenyat per l'arquitecte Liesbeth van der Pol) va rebre el seu nom; el pont es va inaugurar oficialment el 15 d'octubre de 2013.